# Analisi delle politiche pubbliche
(Capano-Giuliani, Dizionario di politiche pubbliche)
L'analisi delle politiche pubbliche è un campo di studi multidisciplinare sviluppatosi all'interno della scienza politica e fortemente contaminato da altre discipline come l'economia, la sociologia, la statistica. Ciò che la distingue dalla scienza politica intesa in senso classico è il focus dell'analisi, che viene spostato dallo studio del potere e delle istituzioni (approccio istituzionalista) allo studio dei comportamenti dei soggetti operanti nell'arena pubblica (approccio comportamentale).
Lo studio delle politiche pubbliche, quindi, consiste in un lavoro di ricerca che ha come unità di analisi fondamentale un problema collettivo nei confronti del quale le autorità pubbliche (e a certe condizioni anche organizzazioni private) decidono di fare o non fare qualcosa.
L'approccio allo studio delle politiche pubbliche può variare a seconda dei metodi adottati (induttivi o deduttivi) e delle finalità (descrittive o prescrittive)

## Studio delle politiche pubbliche
Studiare le politiche pubbliche significa accorgersi della loro esistenza considerando la possibilità di collegare tra loro diversi eventi che riguardano uno stesso problema di rilevanza collettiva. In Italia è diffusa l'idea che politica nel senso di politics e politica nel senso di policy siano due aspetti di uno stesso fenomeno, ma non è sempre stato così: "è nella fine dell’Ottocento che l’humus accademico nostrano - dalla scienza delle finanze all’econometria - aveva declinato le esigenze di efficienza del neonato apparato statale in termini di analisi costi benefici e di funzione di benessere sociale".
Nel contesto anglosassone i due termini conoscono una differenza non solo lessicale ma anche sostanziale. Negli Stati Uniti le due aree scivolano addirittura nell'aperta contrapposizione. Anche il senso del termine "pubblico" assume un significato diverso, pervaso com'è nel mondo anglossassone di una tensione all'impegno e non all'essere spettatori dello stato.
Il fatto di incontrare tante difficoltà nel vedere le politiche pubbliche non è per forza qualcosa di negativo, perché la politica pubblica non è un fenomeno oggettivo come una legge ma un insieme di collegamenti tra loro eterogenei di eventi. L'unità analitica fondamentale è costituita da uno specifico problema di pubblica rilevanza, la cui soluzione avrà presumibilmente effetti anche su quanti non hanno contribuito alla sua adozione (free rider). Nell'ambito degli studi di policy il problema è ricostruire come i burocrati, i leader politici, organizzazioni e interessi hanno interagito per risolvere questioni di pubblica rilevanza.
Studiare le proprietà relazionali significa tra l'altro ammettere l'eventualità che determinati assetti istituzionali o specifiche tipologie di attori possano facilitare l'incisivo intervento in un settore, ma essere contemporaneamente d'impedimento rispetto a un'altra serie di problemi. Aumentare come prospettiva di ricerca l'attenzione per le politiche pubbliche non significa sminuire l'importanza di altre strategie di indagine (sociologia, economia, statistica), ma piuttosto significa scommettere sull'importanza di alcuni aspetti del vivere civile (in democrazia), che altrimenti resterebbero nell'ombra.
Anche se le leggi e le politiche pubbliche hanno ampi margini di sovrapposizione (soprattutto in Italia), law making e policy making non coincidono né concettualmente né praticamente. Merito dei policy maker è la capacità di ottenere risultati senza ricorrere a innovazioni legislative, ma semplicemente attraverso un migliore coordinamento delle risorse disponibili.
Le politiche pubbliche comportano l'uso consapevole di un ventaglio di risorse e tecnologie molto più largo della potestà legislativa, incidendo molto di più sui risultati più che sull'emanazione di volontà legislative formali. Politica pubblica è un termine molto inclusivo e la tipologia di interventi di cui possono servirsi i policy makers è molto vasta. Gli approcci manageriali tradizionali si basano sulla necessità di operare una distinzione tra i fini (individuati democraticamente attraverso la politica: politics), e i mezzi (valutati in base a una razionalità tecnica: policy). All'estremo opposto vi è il concetto di governance, ovvero l'ambizione di plasmare intenzionalmente la sfera del pubblico controllandone le tensioni.

## L'affermazione della disciplina
Le politiche pubbliche possono ormai vantare una consolidata tradizione di ricerca, tanto da suddividersi negli Stati Uniti in policy studies, policy sciences, policy analysis, policy evaluation o anche public policy. L'affermazione dello studio delle politiche pubbliche riguarda la seconda metà del secolo scorso e si caratterizza per l'essere una "storia americana" e prevalentemente originata all'interno della scienza politica.
Il fatto che questa disciplina sia americana, ha sensibilmente ridotto i confini delle sue indagini empiriche come se gli Stati Uniti fossero l'unico luogo al mondo in cui si facciano politiche pubbliche. Negli Usa aveva preso piede l'idea che fosse possibile un approccio scientifico ai problemi politici e sociali, anche in contrapposizione alla degenerazione della politica basata sullo spoil system (sistema di assegnazione delle più importanti cariche amministrative basato sulla lealtà verso il partito vincitore anziché sulla carriera per meriti professionali). Criteri guida della nuova impostazione erano: competenza, Efficienza tecnico - operativa, efficacia aziendale.
Grazie soprattutto al contributo intellettuale di John Dewey che si salda il rapporto tra la scienza politica americana e la tradizione del pragmatismo. Le tracce più durature di questa svolta sono:
- Il movimento per gli indicatori sociali, quindi lo sviluppo di una sistematica ripetizione del monitoraggio dello status dei cittadini;
- La creazione di appositi gruppi di ricerca per l'individuazione di modelli scientifici per la valutazione di problemi di rilevanza pubblica;
- L'interesse per le amministrazioni locali e i loro problemi;
- La diretta assunzione da parte degli scienziati politici del problema dell'organizzazione e dell'amministrazione.

### La disciplina in Europa
In Europa l'interesse per le politiche pubbliche ha una storia molto diversa. In molti paesi tra cui l'Italia, lo studio di questa materia non è altro che materiale d'importazione. Le varianti principali rispetto agli USA sono: le caratteristiche politiche e istituzionali, le teorie che definiscono la sfera pubblica e la diversità nelle modalità con cui si collegano sapere e potere. Ovviamente le ragioni sono poi specificamente diverse e più diversificate tra paese e paese.
- In Gran Bretagna è stata certamente la più avvantaggiata nello sviluppo della materia grazie alla lingua comune. Lo spazio pubblico britannico è basato su due circuiti: uno basato sulla responsabilità tra elettori, partiti, parlamento e governo (modello westminster); l'altro basato sulla cooperazione tra i dirigenti amministrativi che lavorano in un dipartimento e il loro responsabile politico. L'apporto inglese alle politiche pubbliche è lo sviluppo della ricerca sulle policy communities, ovvero proprio lo studio delle relazioni che avvolgono i vari settori dell'amministrazione. Inoltre fioriscono anche qui i centri di ricerca indipendenti dall'amministrazioni sul modello americano delle think tanks.
- In Germania la storia delle scienze sociali rivela un costante interesse per l'analisi delle loro potenzialità applicative rispetto ai problemi della società. Dopo la seconda guerra mondiale sono subito riaffiorate le attività di ricerca defunte durante il nazismo e dagli anni 1980 hanno guadagnato maggiore autonomia e rilevanza scindendosi definitivamente da altri campi della scienza politica.
- In Francia storicamente il concetto di stato e di amministrazione sono talmente uniti da non lasciare molto spazio ad altri modi di definire ciò che promuove o realizza l'interesse generale. Qui l'oggetto dell'intervento pubblico è definito sulla base delle competenze degli apparati con un'impostazione che concede poco al campo di studio di policy. Tuttavia alcuni fattori hanno favorito lo sviluppo dello studio delle politiche pubbliche come ad esempio la partecipazione all'Unione europea (bisogno di confrontarsi con uno standard comune agli altri stati) e la pressione degli enti locali che cominciava a contrastare il mito di uno stato a struttura piramidale.

#### In Italia
In Italia gli studi di policy iniziano a svilupparsi nelle università solo negli anni 1980 tuttavia venendo ignorate dal mondo della scienza politica nostrana. In ogni caso non sono mancati numerosi studi italiani di una certa rilevanza, ma hanno spesso avuto il difetto di rimanere chiusi in determinati settori: ricerche economiche, pedagogiche, sociali, ecc. ma è soprattutto il mondo dei giuristi a monopolizzare l'attenzione verso questi settori di analisi. Nel caso italiano dunque è il binomio partito-potere che sta alla base delle politiche pubbliche perché è dominante l'idea che le politiche siano talmente condizionate dai giochi politici che non avrebbe senso farne un campo di ricerca autonomo. In Italia d'altronde abbiamo una tradizione politologica che annovera contributi di Machiavelli, Mosca, Michels e Pareto, tutti incentrati sulla preminenza del potere decisionale. Più specificatamente in Italia, lo studio delle politiche pubbliche rientra in diversi curricula formativi nelle facoltà di Scienze politiche e Sociologia. A livello post-universitario dal 1997 è attivo il Master in Analisi delle Politiche Pubbliche, presso il Corep di Torino. Presso alcune facoltà di Scienze Politiche (Torino, Firenze, Milano, Bologna) sono attivati dei dottorati di ricerca in Scienza politica con specializzazione in Analisi delle Politiche Pubbliche. L'analista di politiche pubbliche è un professionista che mette a disposizione delle autorità pubbliche la propria formazione nel campo delle politiche pubbliche. Il lavoro dell'analista delle politiche pubbliche si colloca quindi a mezza strada tra un lavoro di ricerca applicata ed un lavoro di consulenza.
Le organizzazioni internazionali hanno svolto un ruolo fondamentale per la diffusione del linguaggio e dello stile di ricerca delle policy sciences, perché tali organismi presentano delle necessità di standardizzazione e di razionalizzazione per la formulazione delle scelte collegiali che altrimenti sarebbero quasi sempre in situazione di stallo. Nell'Unione europea infatti tale approccio si è instaurato per esclusione data la resistenza degli stati nazionali a permettere la nascita di un potere decisionale centrale molto forte (institution bulding).

## Risorse teoriche e metodologiche
L'interdisciplinarità nei policy studies è una caratteristica fondamentale perché molti problemi esaminati sono indisciplinati e coinvolgono contemporaneamente questioni economiche, sociali ecc. I pericoli principali di questa strategia sono due: il rischio di conoscenza parziale degli elementi in esame, o all'opposto eccessiva specializzazione a costo di perdere la specificità del contributo scientifico proprio delle policy studies. A rimedio di queste problematiche si sottolinea l'aspirazione a considerare l'interdisciplinarità come la possibilità (positiva) di inquadrare un problema da diversi punti di vista.
Altra caratteristica della materia è la grande diversificazione dei metodi, dei problemi e delle tecniche di ricerca. Ma tale ventaglio metodologico non è una patologia della materia, bensì una ricchezza che per effetto della matrice pragmatica offre al ricercatore la possibilità di scegliere il metodo che reputa essere migliore per il caso in esame.

## Coordinate per la ricerca
Identificare le politiche pubbliche come l'attività dei governi non è una definizione esauriente. Infatti le politiche pubbliche riguardano anche attività private come aziende e multinazionali, le quali a certe condizioni sono veri e propri policy makers in quanto alcune loro scelte ricadono sui cittadini (policy takers). La materia in esame dunque non presenta un campo di ricerca precostituito, anzi, a parte uno scarno consenso sul fatto che lo studio delle policy sia multidisciplinare e orientato al problema, c'è poco accordo su cosa sia la ricerca stessa.
Il ricercatore dunque è costretto ad utilizzare alcune linee di ricerca innovative o convenzionali come il fatto che una decisione ricada su altri ecc. Vi sono anche confini controversi per cui uno stesso problema può essere ricondotto a diverse famiglie di politiche e in ogni caso i confini sono mobili nel senso che valgono al momento della ricerca, ma potrebbero variare già nel breve periodo al mutare di alcuni fattori. Ci si può anche attenere a confini rivelatori ovvero basandosi su quei settori di policy non ancora affermatosi come tali formalmente ma che di fatto già influiscono sulle decisioni.
Oltre ai contorni della politica in esame il ricercatore può ricorrere a una molteplicità di filtri, attraverso i quali selezionerà i fatti che realmente sono rilevanti al fine della decisione di una politica. Il passo maggiore in questo senso è stato quello di includere qualsiasi azione o fenomeno che abbia prodotto effetti reali non basandosi più esclusivamente sui dati normativi.

## Questioni in sospeso
Tra l'Europa e gli USA vi è una differenza di fondo nella considerazione sociale della politica (politics) la quale da noi riscontra un'eccessiva rilevanza nell'opinione pubblica. Hirschman espose così i motivi principali di questa differenza americana:
- Il consenso politico risente del fluttuare delle mode;
- L'intervento dei politici comporta spesso conseguenze non desiderabili;
- I propositi iniziali dei politici sono tendenzialmente destinati a corrompersi. Studiare le politiche significa dunque prendere atto dell'importanza di altre forme di produzione di beni di rilevanza collettiva come il mercato, i media, la ricerca, la famiglia, le istituzioni religiose ecc.

## I fini e i metodi della disciplina
Per trasformare in una risorsa la molteplicità degli approcci e non correre il rischio di smarrirsi nel loro inventario, serve una mappa che fornisca almeno approssimativamente i principali punti di riferimento. Uno spazio di rappresentazione dovrebbe però essere tridimensionale affinché possa comprendere la diversità degli approcci.

### Le coordinate del piano "1"
Il piano "1" mette in evidenza due principali dimensioni contrapposte: le finalità della ricerca/le opzioni metodologiche di fondo. Questa duplice prospettiva analitica ha il suo fondamento nel poliedrico significato del termine stesso di policy, che è sia un'attività che richiede la valutazione dei suoi risultati rispetto agli obiettivi sia un processo empirico che richiede la spiegazione di cause e condizioni. Per questo motivo si sono sviluppate diverse coppie di opposti.
- Il polo prescrittivo pone come obiettivo il miglioramento delle politiche, fondandosi quindi sul desiderio dello studioso di sottoporre alla prova dei fatti le sue ipotesi facendo del suo operato una professione di solito al servizio del politico. Tale ricercatore si può porre nei seguenti modi: 1 come un ingegnere: il politico che ha democraticamente scelto i fini lascia l'individuazione dei mezzi al ricercatore; 2 come un medico: quando il compito del ricercatore è la diagnostica di una situazione in modo da offrire al politico la scelta dell'operazione più giusta da eseguire; 3 come un avvocato: quando il politico vuole dimostrare la ragionevolezza delle sue decisioni davanti agli elettori.
- il polo descrittivo pone come finalità la comprensione delle politiche pubbliche dovuto alla scommessa sull'importanza dei processi stessi più che sulla ricerca della "cosa più giusta da fare". Tale approccio tuttavia non esclude eventuali obiettivi più ambiziosi come predire effetti di una politica. Clifford Geertz ha contribuito notevolmente nello sviluppo di tale approccio distinguendo tra "descrizione sottile" e "descrizione densa", la seconda comprenderebbe dettagli, contesti ed emozioni, escluse dalla prima che si soffermerebbe troppo su una mera registrazione degli eventi.

Nell'asse prescrittivo/descrittivo si distingue dunque tra lo studio "per il policy making" e lo studio "del policy making". La seconda dimensione del piano fa riferimento alle due grandi opzioni metodologiche che caratterizzano le ricerche per la prevalenza di un approccio prevalentemente induttivo (raccolta e valutazione dati per conferma o smentita delle ipotesi) o deduttivo (applicazione di una logica dimostrativa che basa le sue conclusioni su precise assunzioni circa le caratteristiche degli attori e dei contesti).
- il polo induttivo è un'inferenza che ha la probabilità di essere vera dato lo stato del mondo. Indipendentemente dalle finalità prescrittive o descrittive, la raccolta e l'osservazione dei dati sono effettuate nel modo più scrupoloso possibile. Questo approccio ha dato un importante contributo rispetto all'identificazione delle peculiarità della disciplina rispetto alle altre discipline tradizionali.
- il polo deduttivo si basa sugli assunti economici più classici., infatti anche se con finalità diverse (a seconda se si utilizzi un approccio prescrittivo o descrittivo), il posto centrale di questa opzione è occupato dal requisito della razionalità degli attori. In questa ottica dunque le politiche pubbliche si fondano sul calcolo, da parte degli attori razionali, di vantaggi e svantaggi in situazioni di conflitto che conducono a scelte.

Nello studio delle politiche pubbliche, quindi, gli approcci che privilegiano l'induzione come strategia di ricerca mirano a decifrare le variabili che strutturano i reali processi di policy; mentre gli approcci che adottano una strategia di tipo deduttivo scommettono sulla validità dei postulati e sulla certezza dei percorsi logici.
Le quattro categorie si possono così riassumere:
- Analisi razionale (deduttivo-prescrittivo), applicando il paradigma economico in chiave prescrittiva evidenzia le condizioni e predispone sistemi di valutazione;
- Policy inquiry (induttivo-prescrittivo), critica all'approccio precedente e maggiore attenzione agli attori;
- Public policy (induttivo-descrittivo), applica le domande "chi governa?", "con quali regole?", "con quali conseguenze?";
- Public choice (deduttivo-descrittivo), le stesse domande precedente ma trovando le risposte su modelli basati sulla razionalità.

### La coordinate del piano "2"
Si sono sviluppati approcci che non possono trovare una giusta collocazione nel piano descritto, ritagliandosi di fatto uno spazio autonomo raffigurato su un piano verticale. La linea di intersezione tra i due piani segue un originale tracciato segnato da due cruciali passaggi della disciplina: l'impostazione impressa da Lasswell e la svolta comportamentalista esposta da Easton. In questo modo si sono sviluppate essenzialmente tre linee di ricerca:
- (1) la svolta postpositivista;
- (2) la svolta argomentativa;
- (3) La svolta neopragmatica.

Secondo queste impostazioni è fuorviante considerare la prescrizione e la descrizione come due orientamenti alternativi sul piano analitico perché è da rifiutare la separazione tra gli aspetti normativi e quelli della ricerca pura (1); perché rimuove un tratto comune ad ogni discorso con pretese di scientificità (2); perché le due opzioni rappresentano troppo semplicisticamente la realtà delle società in rapporto alla scienza (3).
Inoltre esse non considerano discriminante l'alternativa induzione o deduzione, perché l'individualismo metodologico razionale ha implicazioni teoriche ben più profonde di un mero postulato (1); la polarizzazione dello schema si basa su una dicotomia che appare come un'ingenua rappresentazione della realtà scientifica (2); induzione e deduzione sono due campi gravitazioni entro cui oscillare (3).